# Radosław Słodkiewicz
Radosław Słodkiewicz (ur. 11 czerwca 1976 w Goleniowie) – polski kulturysta oraz zawodnik freak fight.

## Biogram
Na scenie kulturystycznej zadebiutował w 1992 roku, jako szesnastolatek, w Grand Prix Szczecina. W roku 1995 odbyły się jego drugie zawody – w Stargardzie Szczecińskim. Rok później Słodkiewicz wygrał te zawody jako junior. Niedługo potem zadebiutował na mistrzostwach Polski juniorów. Zajął czwarte miejsce w kategorii +80 kg, a w open z innym panelem sędziowskim był trzeci. Umożliwiło mu to start w mistrzostwach świata juniorów, gdzie wywalczył jedenastą pozycję. W 1997 roku Słodkiewicz wygrał wszystkie zawody, w których startował jako junior, jednak zbyt młody wiek uniemożliwił mu start w mistrzostwach Polski. Występował również na mistrzostwach Europy i Świata zajmując wysokie pozycje. Największym jego sukcesem jest zajęcie trzeciej pozycji na mistrzostwach Świata w Bahrajnie w 2008 roku (kat. 100 kg). W 2006 i 2008 roku brał udział w zawodach World Amateur Championships – IFBB, lecz dwukrotnie został z nich zdyskwalifikowany. Jego młodszym bratem jest także kulturysta Tomasz Słodkiewicz.

## Kariera MMA
W 2019 roku podpisał kontrakt z polską federacją typu freak show fight – Free Fight Federation. Po krótkim czasie został ogłoszony jego debiutancki pojedynek z wokalistą disco polo, Krystianem Pudzianowskim. 8 czerwca podczas gali FFF 1 został technicznie znokautowany przez Pudzianowskiego w drugiej rundzie.
Swoją drugą walkę stoczył z kulturystą, Akopem Szostakiem podczas gali EFM Show 1, która odbyła się 9 kwietnia 2021. Pojedynek przegrał w trzeciej rundzie ponownie przez TKO.
17 września 2022 zawalczył dla High League, konfrontując się z byłym strongmanem, Konradem Karwatem. Walka zakończyła się już w pierwszej rundzie przez TKO na korzyść Karwata.

### Lista walk w MMA
| Wynik   | Bilans | Przeciwnik                  | Rozstrzygnięcie                               | Runda | Czas | Rozgrywki                          | Data       | Miejsce      | Uwagi                       |
| ------- | ------ | --------------------------- | --------------------------------------------- | ----- | ---- | ---------------------------------- | ---------- | ------------ | --------------------------- |
| Porażka | 0-3    | Konrad Karwat (1-0)         | TKO (ciosy pięściami w parterze z krucyfiksu) | 1     | 1:14 | High League 4: Natsu vs. Lexy 2    | 17.09.2022 | Gliwice      |                             |
| Porażka | 0-2    | Akop Szostak (3-3)          | TKO (ciosy pięściami w parterze)              | 3     | 2:35 | EFM Show 1: Różański vs. Pasternak | 09.04.2021 | Łódź         | Superfight                  |
| Porażka | 0-1    | Krystian Pudzianowski (0-0) | TKO (ciosy pięściami w parterze)              | 2     | 2:36 | FFF 1: Najman vs. Trybson          | 08.06.2019 | Zielona Góra | Debiut w MMA, Co-Main Event |